# Jõgeva
Jõgeva é uma pequena cidade da Estônia com uma população de cerca de 6 000 habitantes. É o centro administrativo da região de Jõgeva.
Jõgeva tornou-se um borough em 13 de outubro de 1919 e uma cidade em 1 de maio de 1938. É conhecida como o lugar mais frio da Estônia.

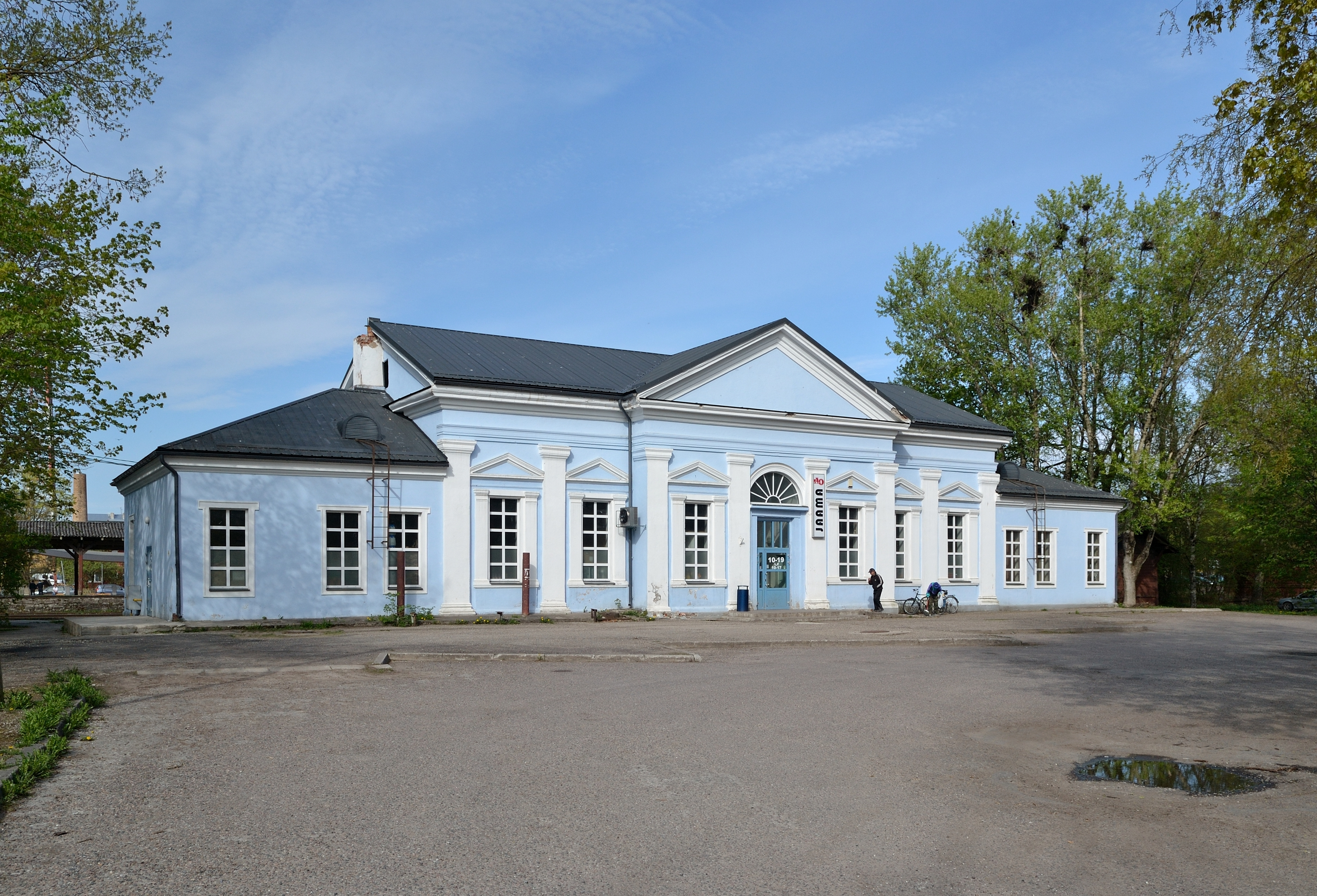
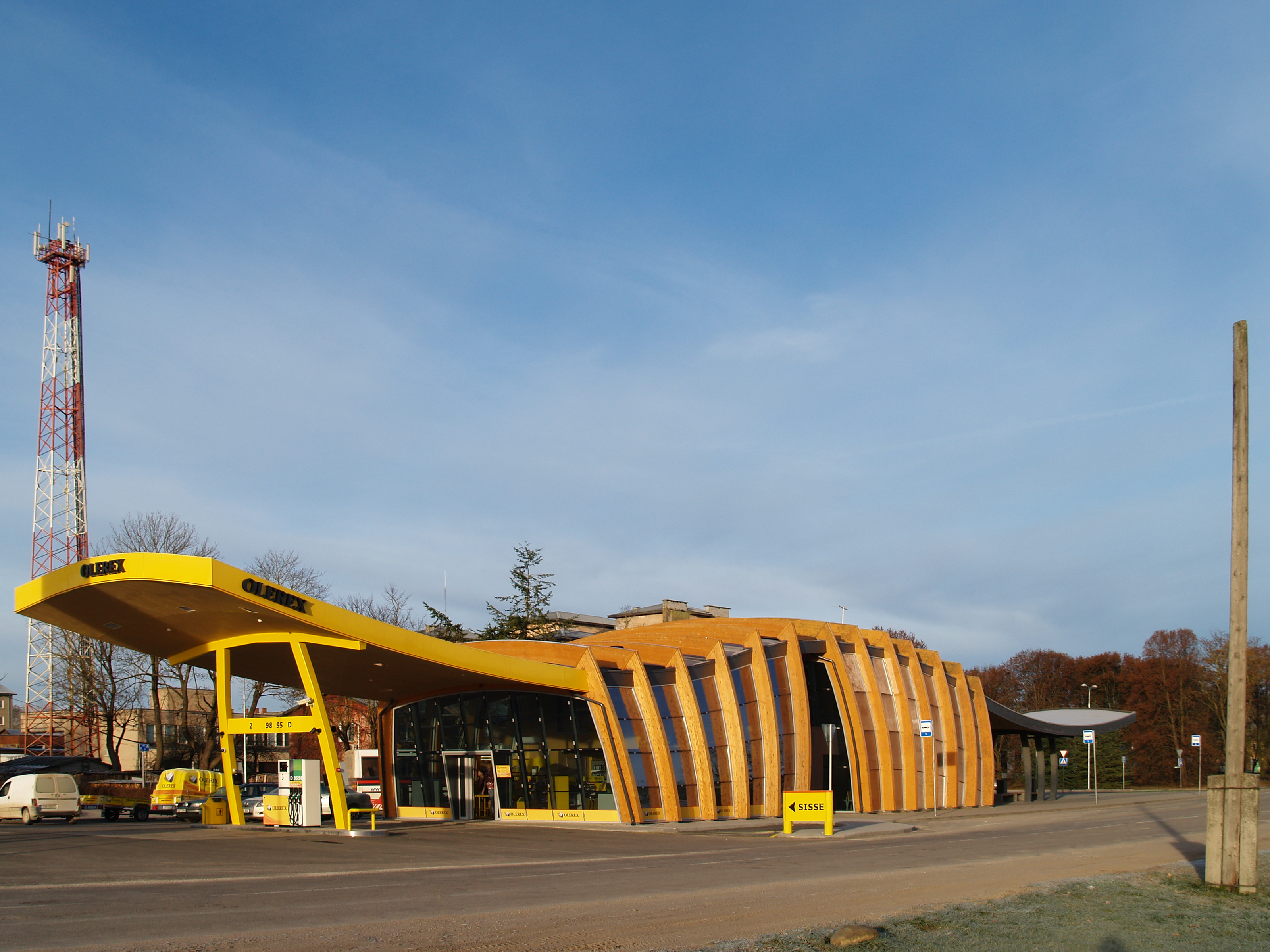
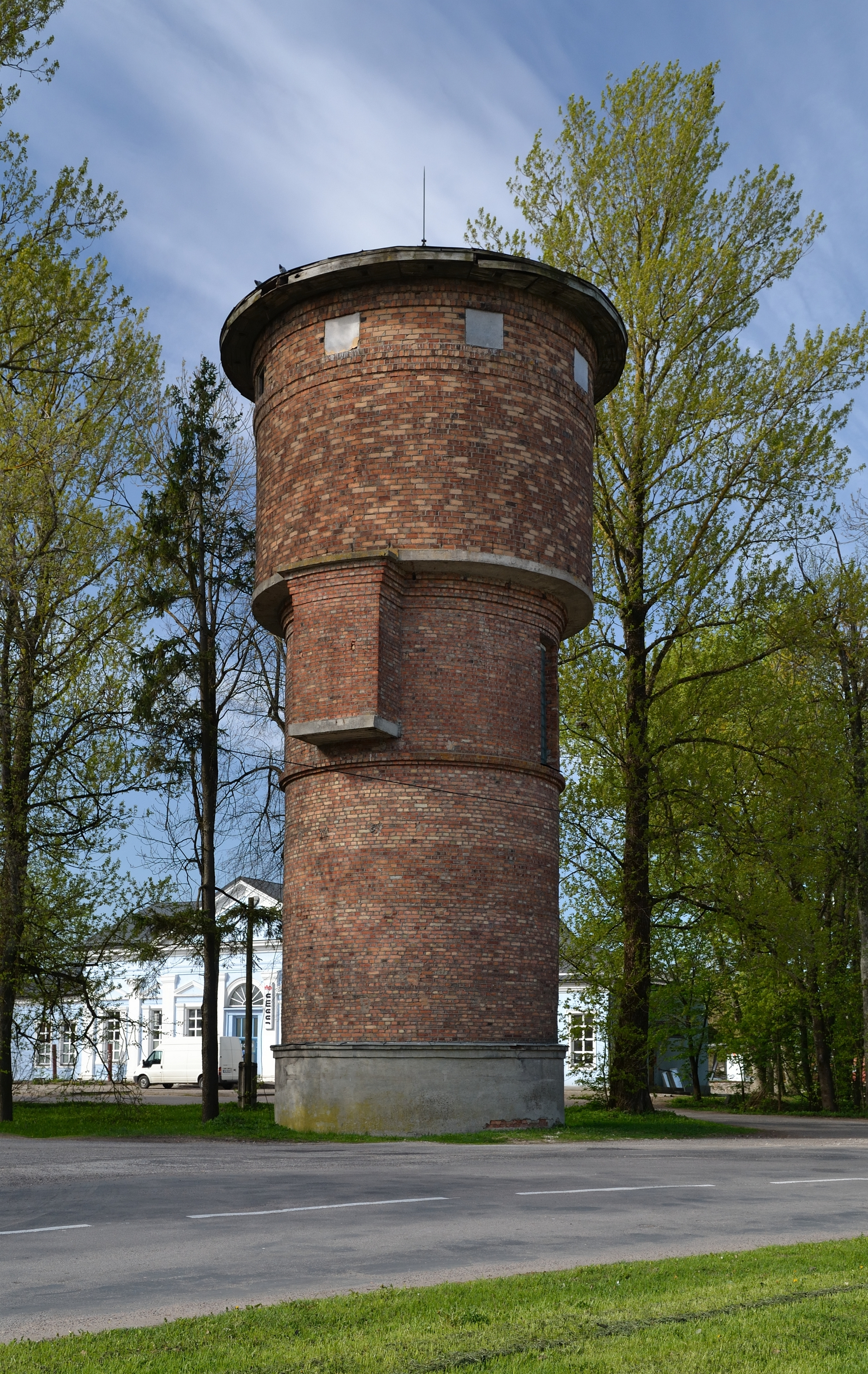
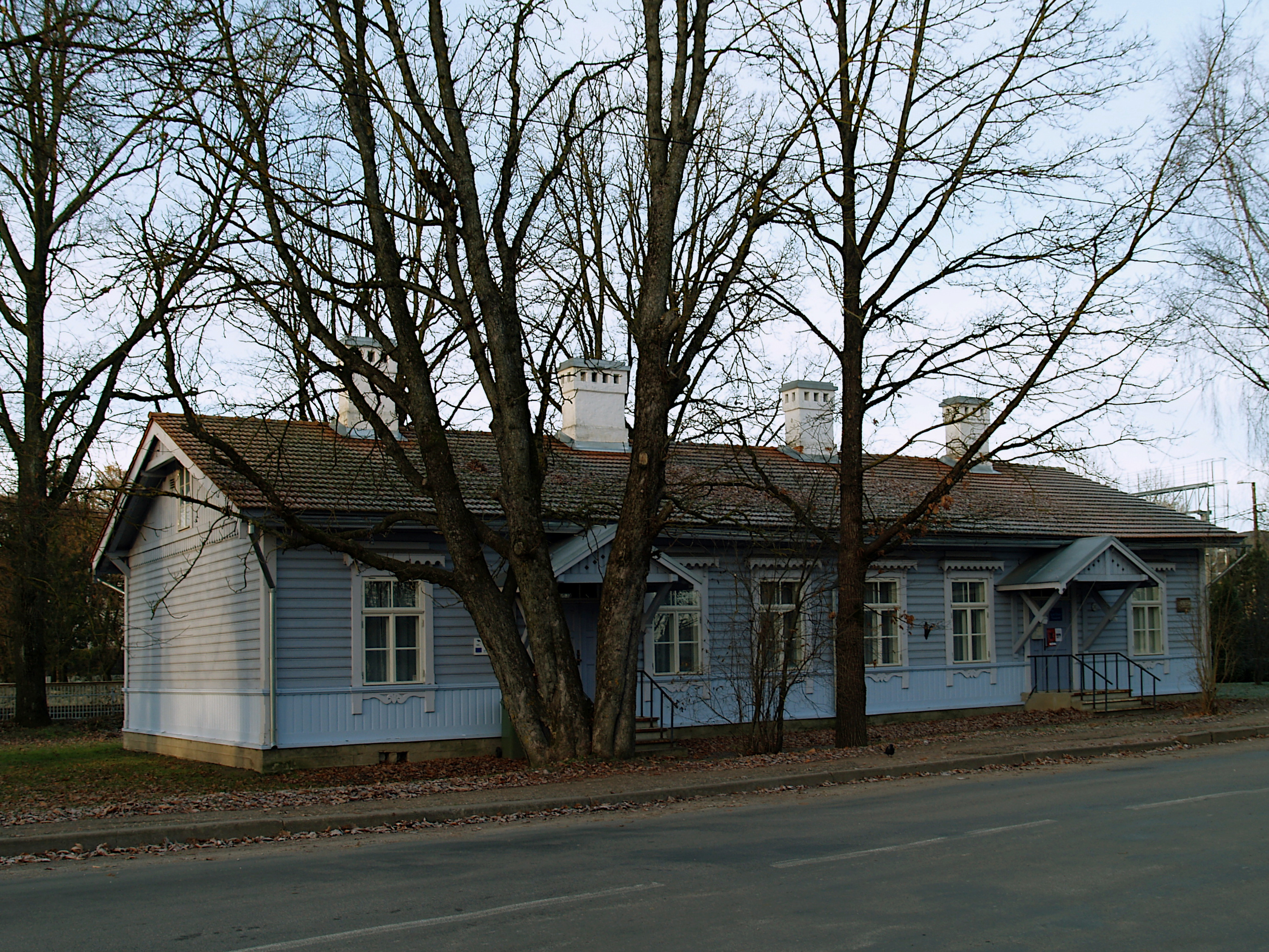
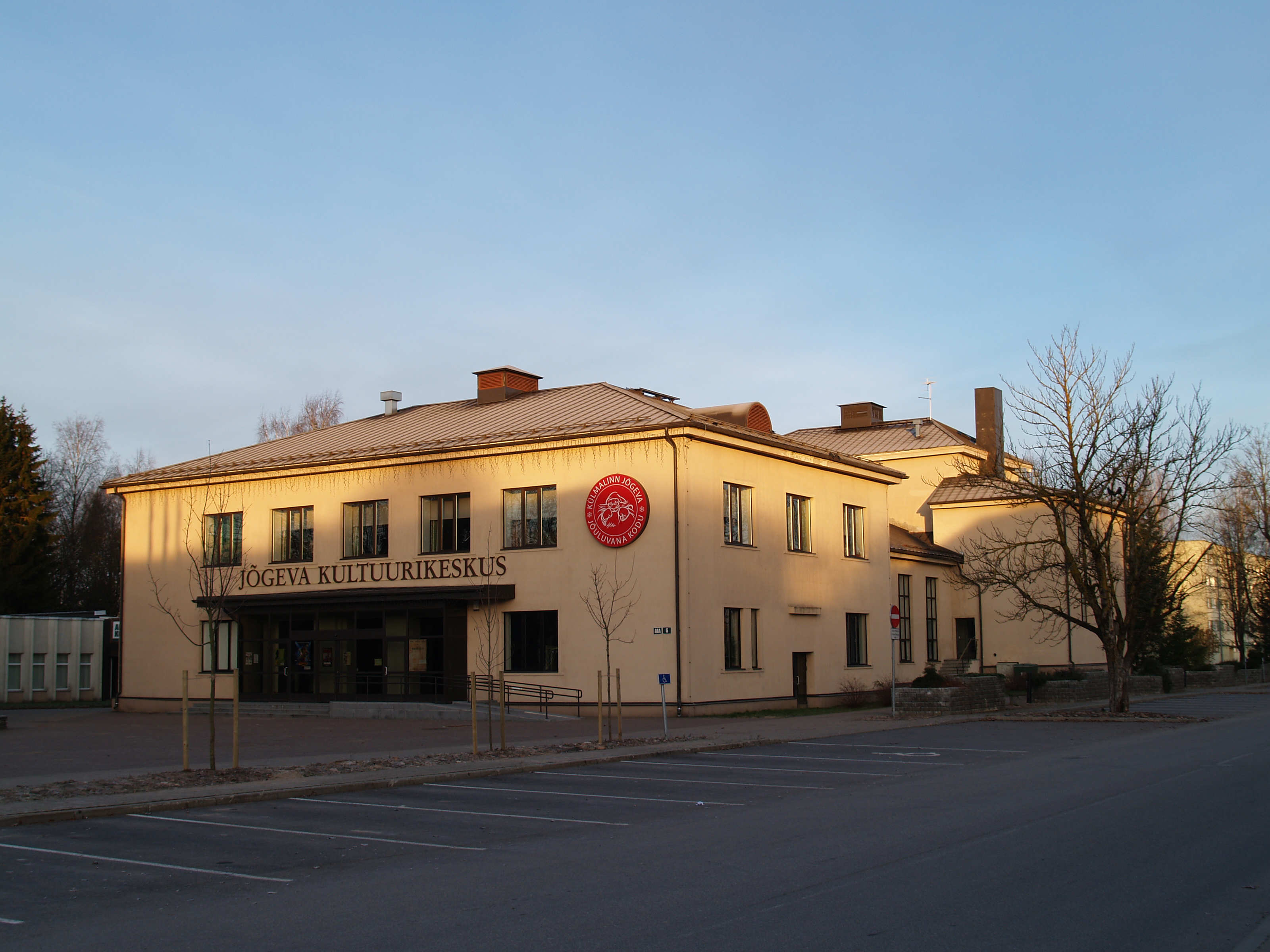
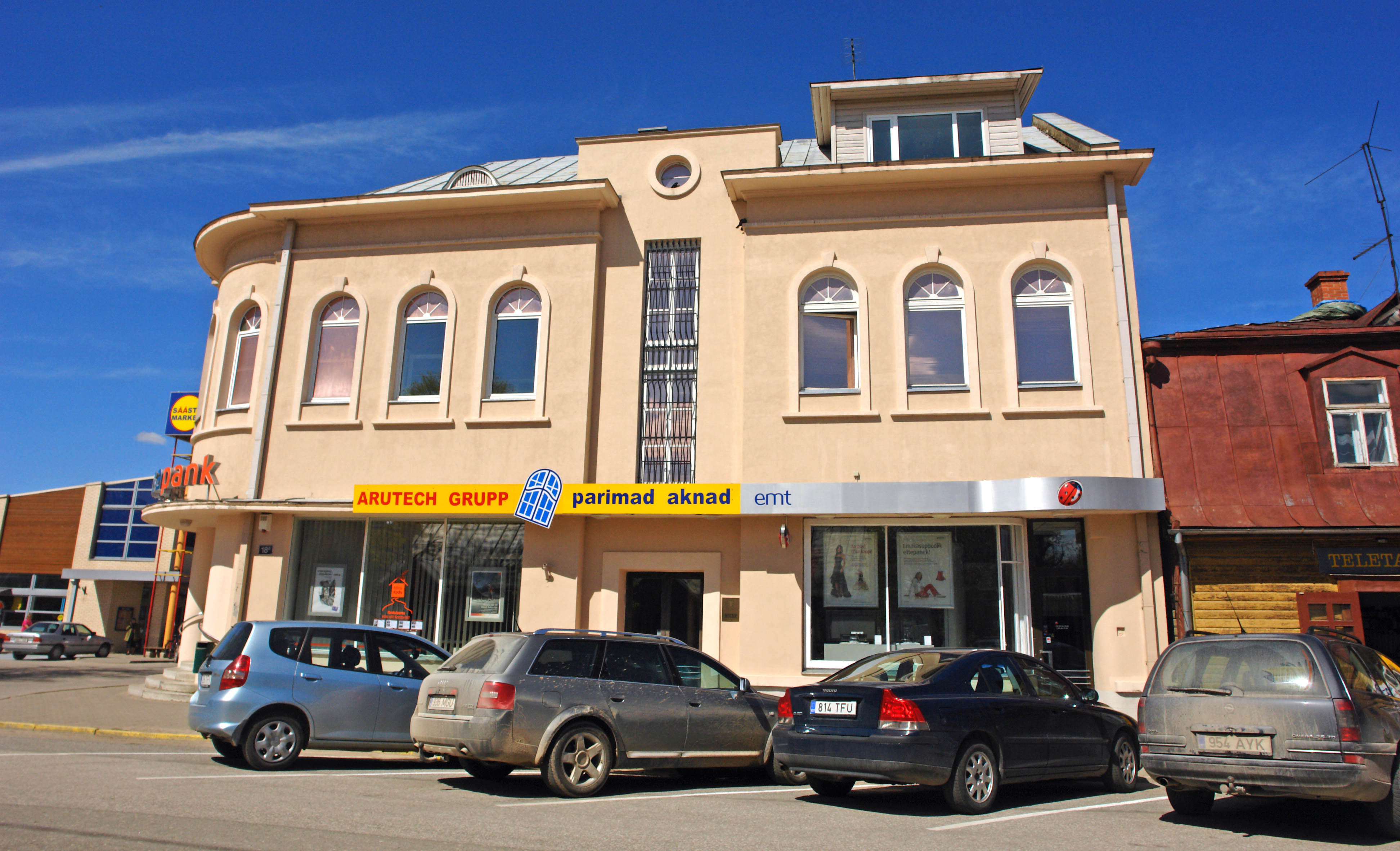

## Cidades irmãs
- Karlstad, Suécia
- Keuruu, Finlândia
- Kaarina, Finlândia